# Oudenodon
Oudenodon is een geslacht van uitgestorven dicynodonten. Het was algemeen in heel zuidelijk Afrika tijdens het Laat-Perm. Er zijn verschillende soorten Oudenodon benoemd. Zowel Oudenodon bainii, de typesoort, als Oudenodon grandis zijn bekend uit Zuid-Afrika. Er zijn exemplaren van Oudenodon luangwensis gevonden in Zambia. De soort Oudenodon sakamenensis is de enige therapside uit het Perm die nog bekend is uit Madagaskar. Het is het typegeslacht van de familie Oudenodontidae, die leden omvat als Tropidostoma.
Richard Owen benoemde in 1860 de typesoort Oudenodon bainiii De geslachtsnaam betekent 'tand van niets'. De soortaanduiding eert Andrew Geddes Bain. Het holotype BMNH 36236 bestaat uit een schedel. Talrijke specimina zijn toegewezen.

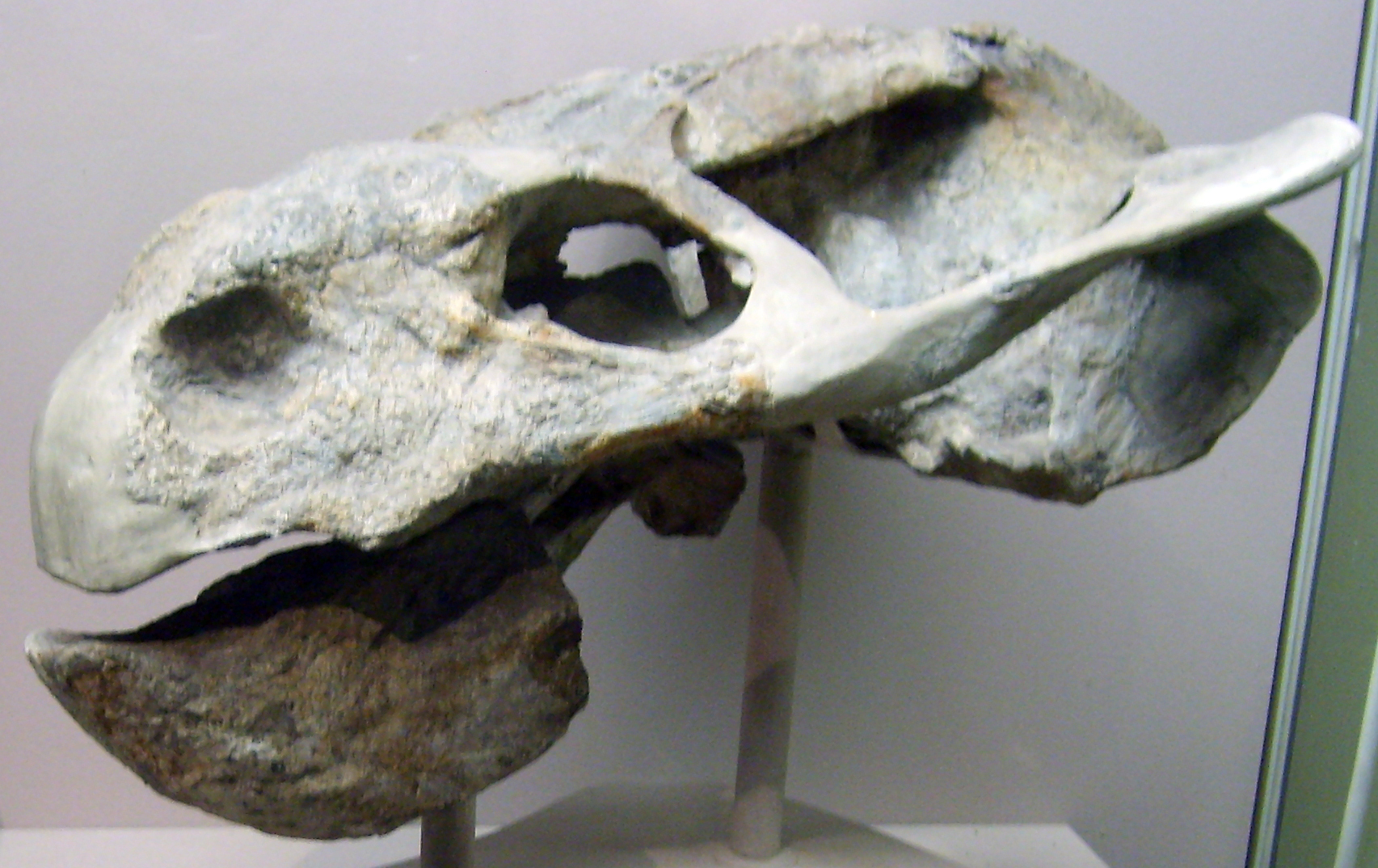
UM 1935 VII 32

Verschillende soorten zijn jongere synoniemen van de typesoort. Veel schedels werden ten onrechte als een aparte soort van Oudenodon benoemd naast vele soorten die in eerste instantie aan Dicynodon werden toegewezen. Dicynodon strigiceps Owen, 1855, gebaseerd op holotype BMNH 47060, is gezien als een Oudenodon strigiceps. Udenodon prognathus Owen, 1860, een foute spelling, is gebaseerd op holotype BMNH R 47059. Udenodon greyi Owen, 1876 is gebaseerd op holotype BMNH R2679. Udenodon brevirostris Owen, 1876 is gebaseerd holotype BMNH R1649. Udenodon megalops Owen, 1876 is gebaseerd op holotype BMNH 46061. De volgende soort is Oudenodon truncatus Broom, 1899. Oudenodon bolorhinus Broom, 1911 is gebaseerd op holotype AMNH 5505.  Oudenodon kolbei Broom, 1912 is gebaseerd op holotype SAM 1886. Oudenodon margaritae van Hoepen, 1934 is gebaseerd op holotype NMB 483. Oudenodon marlothi Broili & Schroeder, 1936 is gebaseerd op holotype UM 1935 VII 32.
Dicynodon grandis Haughton, 1917, lijkt een geldige soort te zijn, Oudenodon grandis gebaseerd op holotype SAM 2679. Hetzelfde geldt voor Dicynodon luangwaensis Boonstra, 1938, uit Zambia, dat gebaseerd is op holotype SAM 11310, een schedel. Oudenodon sakamenensis Mazin & King, 1991 uit Madagaskar is gebaseerd op holotype PVHR 288.